# 塞缪尔·琼斯
塞缪尔·赛明顿·琼斯（英語：Samuel Symington Jones，1880年1月16日—1954年4月13日）是一名美国男子田径运动员，主攻跳高。他曾代表美国参加1904年夏季奥林匹克运动会田径比赛，获得男子跳高金牌。